# Curugrendeng
Curugrendeng is een bestuurslaag in het regentschap Subang van de provincie West-Java, Indonesië. Curugrendeng telt 7232 inwoners (volkstelling 2010).